# 基兰·德塞
基蘭·德塞（1971年9月3日—）是一名印度小說家。

## 生平
出生於新德里，母親是三次獲布克獎提名，印度著名的女作家安妮塔·德赛。基蘭十五歲時移居美國，其後入讀本寧頓學院及哥倫比亞大學修讀創意寫作課程。1998年出版处女作《石榴园里的喧哗》，2006年，她的第二部作品《繼承失落的人》贏得了布克獎，成為當時最年輕的得獎者。值得一提的是，基蘭與2006年獲得諾貝爾文學獎的得主奧罕·帕慕克交往。